# Gmina Lund (Norwegia)
Gmina Lund (norw. Lund kommune) – norweska gmina leżąca w regionie Rogaland. Jej siedzibą jest miasto Moi.
Lund jest 236. norweską gminą pod względem powierzchni.

## Demografia
Według danych z roku 2005 gminę zamieszkuje 3129 osób. Gęstość zaludnienia wynosi 7,56 os./km². Pod względem zaludnienia Lund zajmuje 264. miejsce wśród norweskich gmin.
| ludność stan na 1 stycznia 2005 |         |           |       |
|                                 | kobiety | mężczyźni | razem |
| osób                            | 1570    | 1559      | 3129  |
| %                               | 50,18%  | 49,82%    | 100%  |

| wykształcenie stan na 1 października 2004 |        |         |        |        |
|                                           | podst. | średnie | wyższe | niezn. |
| osób                                      | 521    | 1495    | 341    | 61     |
| %                                         | 21,55% | 61,83%  | 14,1%  | 2,52%  |

## Edukacja
Według danych z 1 października 2004:
- liczba szkół podstawowych (norw. grunnskolar): 4
- liczba uczniów szkół podstawowych: 501

## Władze gminy
Według danych na rok 2011 administratorem gminy (norw. rådmann) jest Rolv Lende, natomiast burmistrzem (norw. ordfører, d. borgermester) jest Olav Hafstad.